# Бекк мак Куанах
Бекк мак Куанах (др.‑ирл. Becc mac Cuanach; погиб 10 января 598) — король Айргиаллы до 598 года.

## Биография
Бекк был сыном Куану мак Дайре, правившего Айргиаллой в середине VI века. После смерти отца Бекк не смог овладеть престолом, вероятно, довольствовавшись только располагавшимися к востоку от гор Сперрин землями септа Уи Макк Уайс, первым правителем которого он был. Престол же Айргиаллы в последующие несколько десятилетий занимали представители других местных родов. Из этих монархов наиболее влиятельным был умерший в 565 году Даймин Айркит. Только после смерти короля Ферадаха Кулдуба, второго преемника Даймина, Бекку мак Куанаху удалось получить айргиалльский престол. Хотя в средневековых исторических источниках Бекк упоминается как король всей Айргиаллы, вероятно, его реальная власть распространялась только на северные земли этого королевства.
В источниках содержится не очень много сведений о событиях в Айргиалле VI века. В то время это королевство была объединением девяти племён, живших на границе владений Северных Уи Нейллов и Ульстера. Известно, что айргиалльские правители находились в зависимом положении от Уи Нейллов, контролировавших северные земли Ирландии.
О гибели Бекка мак Куанаха в битве при Дун Болге 10 января 598 года сообщается не только в ирландских анналах, но и в поэме «Битва при Дун Болге» (др.‑ирл. Cath (Belaig) Duine Bolc), сохранившейся в составе «Жёлтой книги Лекана», а также в саге «Борома». Согласно этим источникам, исполняя союзнические обязательства перед верховным королём Ирландии Аэдом мак Айнмерехом из рода Кенел Конайлл, айргиалльцы приняли участие в его походе в Лейнстер. Причиной похода стала месть Аэда королю лейнстерцев Брандубу мак Эхаху за убийство своего сына Куммаскаха, совершённое в прошлом году. Опустошая всё на своём пути, войско Аэда и Бекка дошло до окрестностей Донарда. Однако у селения Дун Болг оно столкнулось с лейнстерским войском короля Брандуба. В произошедшей здесь в «четвёртые иды января» битве войско верховного короля потерпело сокрушительное поражение. Аэд, Бекк и многие знатные лица пали на поле боя. Эта победа не только позволила Брандубу мак Эхаху остановить экспансию Уи Нейллов на лейнстерские земли, но и впоследствии отвоевать некоторые утерянные ранее территории.
После гибели Бекка мак Куанаха престол Айргиаллы перешёл не к его сыну Фурудрану, унаследовавшему только земли септа Уи Макк Уайс, а к Аэду мак Колгайну.